# 오래봐도 예쁘다
《오래봐도 예쁘다》는 2022년 7월 31일과 2022년 8월 1일에 MBC TV에서 방송된 동물 전문 예능 프로그램이다.

## 방송 개요
여러 가지 이유로 반려동물을 키우고 싶은 연예인들이 반려동물을 맡아 돌봐주는 '펫시터' 체험을 통해 초보 반려 생활을 경험해보는 예능 프로그램.

## 방송 시간
| 방송 채널 | 방송 기간                        | 방송 시간 | 방송 시간               | 비고           |
| --------- | -------------------------------- | --------- | ----------------------- | -------------- |
| MBC TV    | 2019년 7월 25일 ~ 2019년 8월 1일 | 1부       | 목요일 밤 10:05 ~ 10:50 | 파일럿 (2부작) |
| MBC TV    | 2019년 7월 25일 ~ 2019년 8월 1일 | 2부       | 목요일 밤 10:50 ~ 11:35 | 파일럿 (2부작) |

## 시청률

### 2019년
| 회차 | 방송일   | AGB 시청률     |
| 회차 | 방송일   | 대한민국(전국) |
| ---- | -------- | -------------- |
| 1    | 7월 25일 | 2.6%           |
| 2    | 8월 1일  | 2.2%           |

## 같이 보기
- 반려동물

## 동일 소재 프로그램
- 우리말 겨루기 (KBS 교양운영팀 제작)
- 가족오락관, 상상오락관, 옥탑방의 문제아들 (KBS 예능운영팀 제작)
- 동물의 왕국, 동물의 세계, 동물극장 단짝 (KBS 1TV)
- 주주클럽, 슈퍼독, 단짝, 은밀하고 위대한 동물의 사생활, 개는 훌륭하다, 동물은 훌륭하다, 나는 아픈 개와 산다, 펫 비타민 (KBS 2TV)
- 동물일기, 야옹멍멍 귀여워, 세상에 나쁜 개는 없다, 고양이를 부탁해, 아기 동물 귀여워, 펫하트, 극한 직업 (EBS 1TV)
- 세계의 비밀 수호대 번개맨 (EBS 2TV)
- 와우! 동물천하, 애니멀즈, 하하랜드, 2020 추석특집 아이돌 멍멍 선수권대회, 심장이 뛴다 38.5 (MBC TV)
- TV 동물농장, 어쩌다 마주친 그 개, 펫미픽미, 푸바오와 할부지, 생활의 달인, 더솔져스, 검은 양 게임 (SBS TV)
- 마리와 나, 그랜드 부다개스트, 우리집 막내극장 (JTBC)
- 기막힌 동물원, 우리집에 해피가 왔다 (MBN)
- 동고동락, 개먼드라마 파트라슈 (TV조선)
- 대화가 필요한 개냥, 냐옹은 페이크다, 캣츠 앤 독스, 슬기로운 의사생활, 슬기로운 의사생활 시즌2, 해치지 않아, 해치지 않아 X 스우파, 슈퍼액션 (tvN)
- 펫토리얼리스트 (온스타일)
- 이 주의 책 (cpbc FM)
- 개별방송, 식빵 굽는 고양이, 잘살아보시개, 오 마이 펫, 여자친구! 강아지를 부탁해, 펫 닥터스 (skyPetpark)
- 상상고양이 (MBC 에브리원)
- 똥강아지들, 펫츠고! 댕댕트립 (SBS 플러스)
- 소나무의 펫하우스 (SBS M)
- 라디오 북클럽, 주말하이킥 이윤석입니다 (MBC 표준FM)
- 개밥 주는 남자, 너는 내 운명, 서민갑부 (채널A)
- 천재! 시무라 동물원 (日 NTV)
- 도그 위스퍼러 (美 NGC채널)
- 지옥에서 온 고양이 (美 애니멀 플래닛)
- 개과천선 아메리카 (영국 채널 4, Sky One)

## 특이 사항
이 프로그램은 정규 프로그램을 내놓겠다는 의견을 따로 제시하고 있으나, MBC 예능본부 측의 제작비 지원 문제 및 예산 문제, 끊임없는 시청률이 저조될 것으로 예측되는 경우 등과 같이 정규 프로그램과 관련된 편성 건은 아직 불투명한 상황이다.